# Instituto Ibero-americano

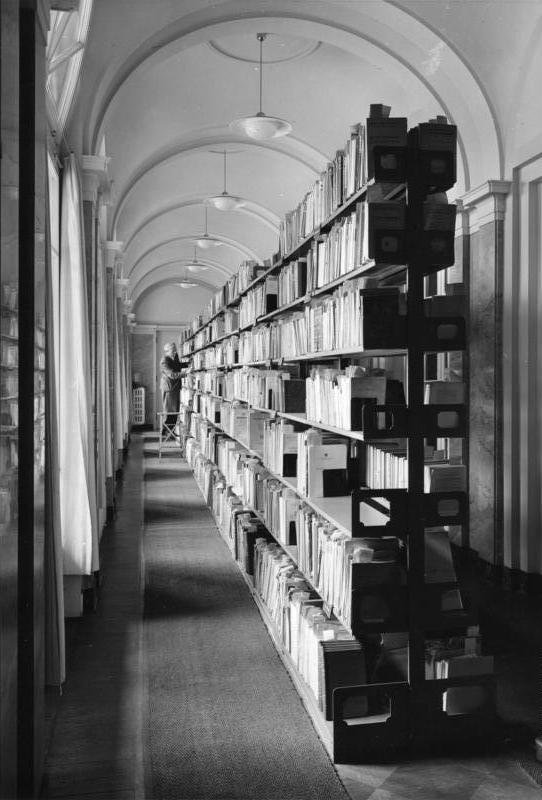
Ibero-Amerikanische Bibliothek (1958).

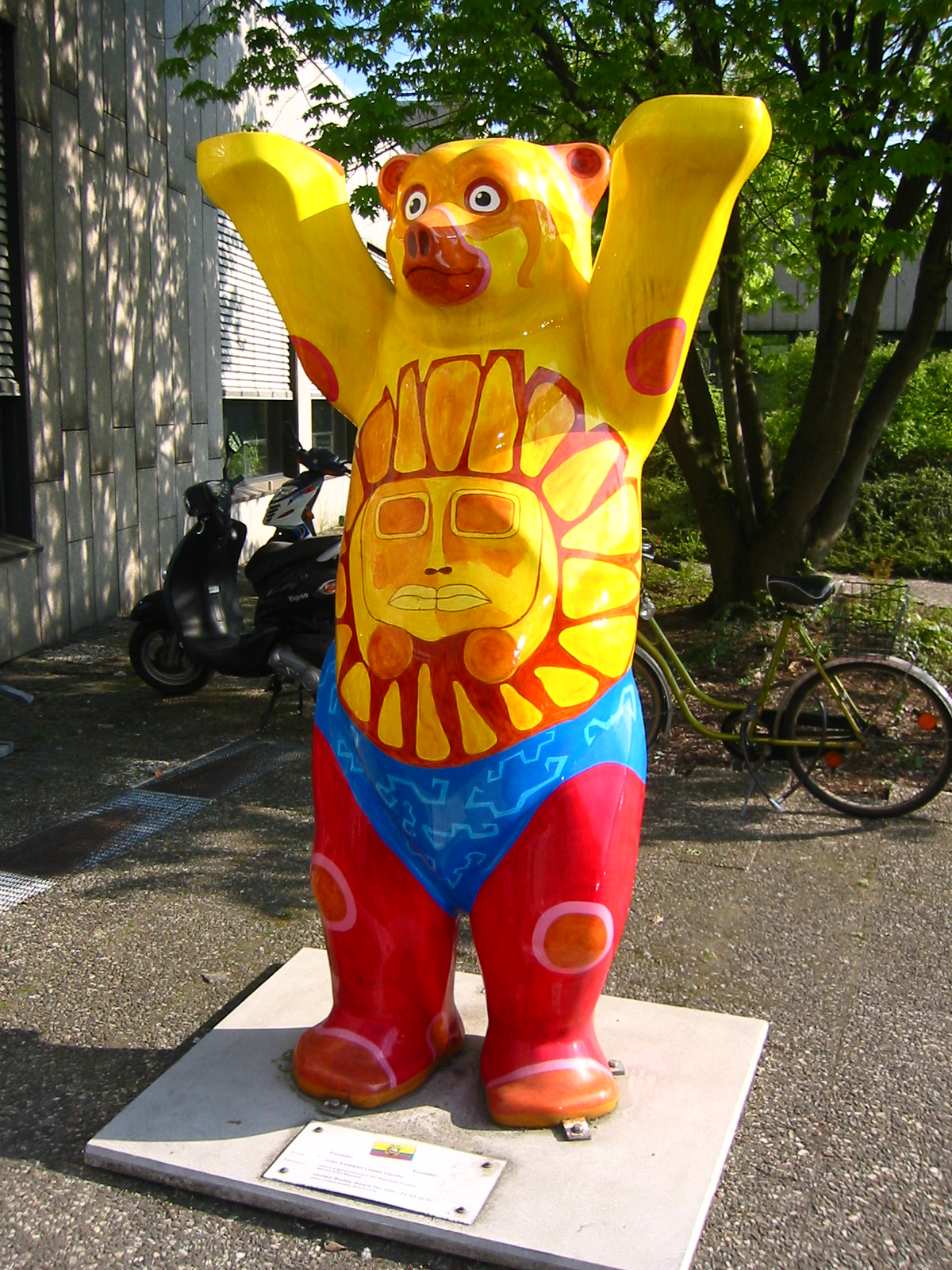
Buddy Bear na decoração equatoriano na frente do IAI na Potsdamer Strasse em Berlim

O Instituto Ibero-americano do Patrimônio Cultural Prussiano (Alemão: Ibero-Amerikanische Institut Preußischer Kulturbesitz, (IAI)), é um centro de investigação científica e de intercâmbio cultural situado em Berlim, Alemanha. Seu objetivo é o estudo interdisciplinário do entorno geográfico América Latina, Espanha, Portugal e Caribe. É considerado como a maior institução dedicada a investigação sobre a América Latina fora da mesma.

## Diretores
- Otto Boelitz 1930 - 1934
- Wilhelm Faupel 1934 - 1936
- Albrecht Reinecke 1936 - 1938
- Wilhelm Faupel 1938 - 1945
- Hermann Hagen 1947 - 1957
- Hans-Joachim Bock 1957 - 1974
- Wilhelm Stegmann 1975 - 1986
- Dietrich Briesemeister 1987 - 1999
- Günther Maihold 1999 - 2004
- Barbara Göbel desde 2005

## Ver Também
- Música da América Latina
- Rede Europeia de Documentação e Informação sobre a América Latina

## Ligações Externas
- Página web oficial (em portugués, espanhol, alemão e inglês)
- Un puente entre los mundos. Los 75 años del Instituto Ibero-Americano - Folheto informativo em espanhol
- Página de publicaciones em espanhol